# Gravedale High
Gravedale High es una serie animada de televisión creada por Hanna-Barbera para NBC Productions (esta última compañía posee todos los derechos de la serie) que se estrenó en el otoño de 1990 y duró una única temporada de 13 capítulos. Protagonizada por Rick Moranis retrata la vida de un profesor de secundaria que trabaja para una escuela de seres basados en los monstruos clásicos.

## Personajes
El protagonista de la historia era el profesor Max Schneider quien daba clases a un grupo de monstruosos adolescentes que incluían a: Vinny Stoker, el galán vampiro (cuyo apellido hace referencia a Bram Stoker), el indsciplinado Frankenstyke (mezcla del monstruo de Frankenstein y Bart Simpson), el hombre lobo nerd Reggy Moonshroud, el adinerado snob J. P Ghastly III cuya identidad nunca se identificó pero que asemeja al actor de terror Peter Lorre, la momia del grupo, Cleofatra, el payaso de la clase
Sid (hombre invisible), el súrfer Gill Waterman (basado en el monstruo de la laguna negra) la chica gótica y zombi Blanche, y la chica popular (que mantiene reminicentes tanto de chica fresa como de bimbo) Durze la Medusa. En síntesis, cada personaje protagónico representaba algún estereotipo adolescente. 
Personajes adicionales eran la directora (que asemejaba una versión femenina de Freddy Krueger), el zombi instructor Cadáver (entrenador deportivo), el Enterrador que conducía el autobús escolar, un niño mosca (referencia a La Mosca), una chica cerda, un chico elefante (referencia a Joseph Merrick, el hombre elefante único personaje basado en la realidad), una gárgola "bully" y una "atractiva" joven centauro.

## Reparto
Además de Rick Moranis la serie incluía entre sus actores de voz a Jonathan Winters, Tim Curry, Eileen Brennan, Shari Belafonte Harper, Brock Peters, Ricki Lake, Howard Morris, Robert Ridgeley, Frank Welker, Jackie Earle Haley, Maurice LaMarche y Barry Gordon.